# ジェレミー・メネス
- ジェレミー・メネズ

ジェレミー・メネス（Jérémy Ménez、 1987年5月7日 - ）は、フランス・エソンヌ県ロンジュモー出身のサッカー選手。セリエB・SSCバーリ所属。元フランス代表。ポジションはフォワード、ミッドフィールダー。
本来の発音はジェレミ・メネズ（フランス語発音: [ʒe.ʁe.mi me.nɛz]）。

## 来歴

### クラブ
15歳の時にマンチェスター・ユナイテッドやアーセナルがまだプロ契約をしていなかった彼を引き抜こうとし、ソショーが慌てて契約を結んだ。この時彼はビッグクラブへ移籍するか否かで悩み、チームの先輩ベノワ・ペドレッティに相談し「君の才能が本物ならば、近い将来再びビッグクラブからオファーが殺到するだろう」と言われソショーとの契約に踏み切った。
2006年7月1日にフランスのASモナコへ移籍。57試合で14ゴールを挙げるパフォーマンスを見せた。2008年8月28日、イタリアのASローマに移籍。4年契約で移籍金は1050万ユーロ。最初の3年間でローマがCL出場権を獲得するたびに、ボーナスとして150万ユーロが上乗せされる。ローマでの1年目のシーズンはイタリアサッカーへの対応に苦労したものの、2008年12月7日のキエーヴォ戦で移籍後初ゴールを挙げると徐々にチームに溶け込み最終的には計34試合に出場し4得点を挙げた。背番号は入団当初はマルコ・デルヴェッキオがつけていた24番を選択していたが、2009-10シーズンからは94番に変更している。2009-10シーズンはクラウディオ・ラニエリ監督に「急成長した」と評される活躍を見せ、チームの優勝争いに貢献した。2010-11シーズンも積極的に起用され活躍をみせたが、2月になってラニエリが辞任しヴィンチェンツォ・モンテッラが新監督に就任すると出場機会が減少した。この出場機会の減少や、練習態度に対する不満からモンテッラとは対立した。シーズン終了後、モンテッラは退任した。
2011年7月25日に、パリ・サンジェルマンFCに移籍した。2011-12シーズンはネネ、同じ新加入のハビエル・パストーレと2列目でトリオを結成。メネズは主に右サイドでプレーし、33試合で7得点12アシストを記録するキャリアハイのシーズンとなった。2011年12月4日のオセール戦ではパリ・サンジェルマンのクラブ通算2000得点目となるメモリアルゴールを挙げた。2012-13シーズンは新たにチームに加わった、ズラタン・イブラヒモビッチと前半戦は2トップを組むことが多かったが、徐々に決定力不足がクローズアップされていき、後半戦はエセキエル・ラベッシにスタメンを譲ることが多くなった。
2014年6月、自由移籍でACミラン行きが決定。背番号は7番。移籍初年度には独善的なプレーで批判もあったが終わってみればチームトップのリーグ戦16ゴールを決めるなど中心選手として活躍した。しかし2年目の2015-16シーズンは怪我もあり、前年度ほど活躍できず出場機会を失っていった。
2016年8月、FCジロンダン・ボルドーへ移籍した。
2017年6月9日、アンタルヤスポルに移籍した。
2018年1月5日、クラブ・アメリカに移籍した。
2019年9月26日、パリFCと1年契約で移籍した。
2020年6月23日、レッジーナ1914に3年契約で移籍した。これにより4年ぶりにイタリア復帰となった。
2023年7月19日、SSCバーリに移籍した。

### 代表

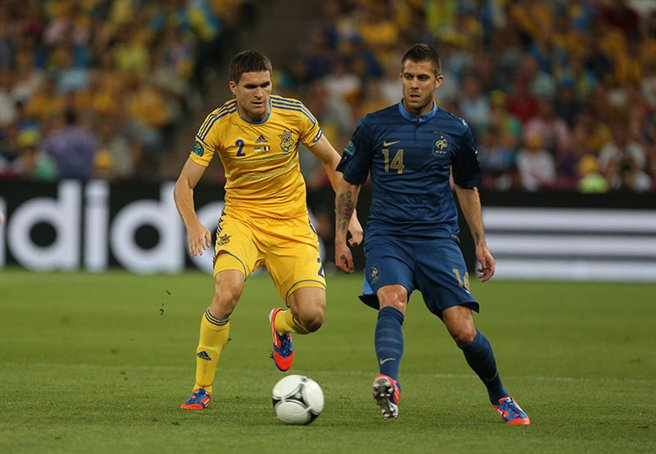
フランス代表でプレーするメネス。

フランス代表として各年代でプレーし、2004年にはサミル・ナスリ、ハテム・ベン・アルファ、カリム・ベンゼマらと出場したUEFA U-17欧州選手権2004で優勝した。
2010年8月5日にレイモン・ドメネクの後任としてフランス代表監督に就任したローラン・ブランから招集を受け、8月11日のノルウェー代表との親善試合でフランス代表デビューを果たした。続く9月3日のEURO2012予選のベラルーシ代表戦にも先発出場したがトップ下で上手く機能することができず、メディアには格下相手の敗戦の戦犯とされた。2011年2月10日のブラジルとの親善試合では先発出場し、カリム・ベンゼマの決勝点をアシストするなど活躍した。2012年6月5日のエストニアとの親善試合で代表初得点を挙げた。
UEFA EURO 2012に臨むフランス代表にも選出され、グループリーグ第2戦のウクライナ戦で先発出場すると先制の決勝ゴールを決めた。

## 人物
パリ南部のロンジュモー出身で、パリ・サンジェルマンのファンである。将来的には15歳の頃にオファーを受けたマンチェスター・ユナイテッドへ移籍することを夢としている。
ローマとフランス代表、ACミランでチームメイトであったフィリップ・メクセスのことを、ローマ加入時から通訳やアドバイス係として接してくれていたこともあり慕っている。後述のようにともにディスコに繰り出したり、2010年冬にはともにドバイへバカンスに行っている。

## エピソード
- 2009年2月1日に、ローマ市内のディスコに同じフランス人でチームメイトのフィリップ・メクセスとともに訪れた際、ローマのライバルであるSSラツィオのサポーターと衝突。メクセスは顔に怪我を追った[13]。
- 2011年4月19日のコッパ・イタリアのインテルナツィオナーレ・ミラノ戦後、帰宅途中に車両を投石などで大きく傷付けられた[5]。

## 特徴
- 攻撃的なポジションならどこでもこなす。スピードとテクニックを兼ね備えており、リーグ・アン最年少ゴール、最年少ハットトリックの記録を持っている。またその高いテクニックからジネディーヌ・ジダンと比較されることも多く[14]、またジダン本人も自身の後継者として期待をかけている[12][15][16]。

## 個人成績
2017年6月9日現在
| クラブ                 | シーズン | リーグ | リーグ | カップ戦 | カップ戦 | リーグカップ | リーグカップ | 欧州カップ戦 | 欧州カップ戦 | その他 | その他 | 合計 | 合計 |
| クラブ                 | シーズン | 出場   | 得点   | 出場     | 得点     | 出場         | 得点         | 出場         | 得点         | 出場   | 得点   | 出場 | 得点 |
| ---------------------- | -------- | ------ | ------ | -------- | -------- | ------------ | ------------ | ------------ | ------------ | ------ | ------ | ---- | ---- |
| FCソショー             | 2004-05  | 24     | 4      | 0        | 0        | 2            | 0            | 6            | 0            | -      | -      | 32   | 4    |
| FCソショー             | 2005-06  | 31     | 3      | 0        | 0        | 0            | 0            | -            | -            | -      | -      | 31   | 3    |
| FCソショー             | 通算     | 55     | 7      | 0        | 0        | 2            | 0            | 6            | 0            | 0      | 0      | 63   | 7    |
| ASモナコ               | 2006-07  | 29     | 7      | 0        | 0        | 2            | 0            | -            | -            | -      | -      | 31   | 7    |
| ASモナコ               | 2007-08  | 25     | 7      | 2        | 0        | 1            | 0            | -            | -            | -      | -      | 28   | 7    |
| ASモナコ               | 2008-09  | 3      | 0      | 0        | 0        | 0            | 0            | -            | -            | -      | -      | 3    | 0    |
| ASモナコ               | 通算     | 57     | 14     | 2        | 0        | 3            | 0            | 0            | 0            | 0      | 0      | 62   | 14   |
| ASローマ               | 2008-09  | 29     | 4      | 0        | 0        | -            | -            | 3            | 0            | -      | -      | 32   | 4    |
| ASローマ               | 2009-10  | 23     | 1      | 4        | 0        | -            | -            | 10           | 3            | -      | -      | 37   | 4    |
| ASローマ               | 2010-11  | 32     | 2      | 4        | 0        | -            | -            | 6            | 2            | 1      | 0      | 43   | 4    |
| ASローマ               | 通算     | 84     | 7      | 8        | 0        | 0            | 0            | 19           | 5            | 1      | 0      | 112  | 12   |
| パリ・サンジェルマンFC | 2011-12  | 33     | 7      | 3        | 0        | 1            | 0            | 5            | 2            | -      | -      | 42   | 9    |
| パリ・サンジェルマンFC | 2012-13  | 30     | 5      | 3        | 0        | 2            | 1            | 7            | 2            | -      | -      | 42   | 8    |
| パリ・サンジェルマンFC | 2013-14  | 16     | 2      | 2        | 0        | 4            | 0            | 4            | 0            | 0      | 0      | 26   | 2    |
| パリ・サンジェルマンFC | 通算     | 79     | 14     | 8        | 0        | 7            | 1            | 16           | 4            | 0      | 0      | 110  | 19   |
| ACミラン               | 2014-15  | 33     | 16     | 1        | 0        | -            | -            | -            | -            | -      | -      | 34   | 16   |
| ACミラン               | 2015-16  | 10     | 2      | 2        | 2        | -            | -            | -            | -            | -      | -      | 12   | 4    |
| ACミラン               | 通算     | 43     | 18     | 3        | 2        | 0            | 0            | 0            | 0            | 0      | 0      | 46   | 20   |
| ボルドー               | 2016-17  | 26     | 3      | 3        | 0        | 2            | 0            | -            | -            | -      | -      | 31   | 3    |
| ボルドー               | 通算     | 26     | 3      | 3        | 0        | 2            | 0            | 0            | 0            | 0      | 0      | 31   | 3    |
| アンタルヤスポル       | 2017-18  | 7      | 0      | 0        | 0        | 0            | 0            | 0            | 0            | 0      | 0      | 0    | 0    |
| アンタルヤスポル       | 通算     | 7      | 0      | 0        | 0        | 0            | 0            | 0            | 0            | 0      | 0      | 0    | 0    |
| 総通算                 | 総通算   | 346    | 62     | 24       | 2        | 14           | 1            | 41           | 9            | 1      | 0      | 418  | 72   |

## 代表歴

### 出場大会
- U-17フランス代表
  - 2004年 - UEFA U-17欧州選手権2004（優勝）
- フランス代表
  - 2012年 - UEFA EURO 2012（ベスト8）

### 試合数
国際Aマッチ24試合 2得点（2010年-2013年）
| フランス代表 | 国際Aマッチ | 国際Aマッチ |
| 年           | 出場        | 得点        |
| ------------ | ----------- | ----------- |
| 2010         | 2           | 0           |
| 2011         | 7           | 0           |
| 2012         | 12          | 2           |
| 2013         | 3           | 0           |
| 通算         | 24          | 2           |

### ゴール
| # | 開催日        | 開催地                         | 対戦国     | スコア | 結果 | 大会           |
| - | ------------- | ------------------------------ | ---------- | ------ | ---- | -------------- |
| 1 | 2012年6月5日  | ル・マン、スタッド・ル・マン   | エストニア | 4–0    | 4–0  | 親善試合       |
| 2 | 2012年6月15日 | ドネツィク、ドンバス・アリーナ | ウクライナ | 0–1    | 0–2  | UEFA EURO 2012 |

## タイトル

### クラブ
パリ・サンジェルマンFC
- リーグ・アン：2回 (2012-13, 2013-14)
- クープ・ドゥ・ラ・リーグ：1回 (2013-14)
- トロフェ・デ・シャンピオン：1回 (2013)

### 代表
U-17フランス代表
- UEFA U-17欧州選手権：1回 (2004)